# 科羅拉多泉同志酒吧槍擊案
2022年11月19日-20日，美國科羅拉多州科羅拉多泉市的一家同志酒吧Club Q發生群体枪击案。事件造成5人死亡，包括嫌疑人安德森·李·奧德里奇在內的26人受傷。

## 背景
科羅拉多泉是科羅拉多州的第二大城市，人口不到50萬。Club Q於2002年開業，一度是科羅拉多泉唯一的LGBTQ俱樂部。槍擊案發生於跨性別追悼日前夜。

## 事件經過
警察局長表示，槍擊案發生時，Club Q正在舉辦一場舞會，嫌疑人進入後立刻開始用長步槍射擊。一名顧客從嫌疑人那裡搶過一把手槍，並用手槍毆打他，隨後同另一名顧客制服了嫌疑人。纽约时报稱，槍手手持AR-15式步槍，身穿防彈衣。
警方於23點56分接到報警電話，並於1分鐘後派出了警官。 警官於00:00抵達事發現場，並在2分鐘後逮捕了嫌疑人。趕到現場的共有39名巡邏人員，34名消防員和11輛救護車。

## 後續
傷者被送往三家醫院：七人送往彭羅斯醫院，十人送往中央紀念醫院，二人送往北方紀念醫院。一些救護車一次最多只能運送三名傷者，因此一些警車也參與其中。警察局長阿德里安·瓦斯克斯說，將調查這次襲擊是否是仇恨犯罪。

## 嫌疑人
嫌疑人為22歲的科羅拉多泉居民安德森·李·奧德里奇（Anderson Lee Aldrich）。2021年6月18日，奧德里奇的母親報警稱奧德里奇用炸彈威脅她。奧德里奇隨後被捕，但並未並未受到指控。

## 回應
Club Q在社群媒體上表示嫌疑人已被顧客制服，他們對這種無端的攻擊感到震驚，並向受害者及其家人表示哀悼。厄爾巴索縣政府表示，我們對今天凌晨在科羅拉多泉Club Q發生的槍擊事件深感悲痛，並向受害者家屬表示哀悼與支持。美國第一位公開同性戀身份的州長賈雷德·波利斯說：「我們要感謝那些見義勇為的人，許多人因此得救。」